# اجیا مارینودا
اجیا مارینودا (به لاتین: Agia Marinouda) یک منطقهٔ مسکونی در قبرس است که در ناحیه پافوس واقع شده‌است.

## خصوصیات
اجیا مارینودا  ۲۲۰ نفر جمعیت دارد.